# Batalha de Souto Redondo
A Batalha de Souto Redondo foi um combate travado na madrugada e na manhã de 7 de Agosto de 1832, no lugar de Souto Redondo da freguesia de São João de Ver (Santa Maria da Feira), no contexto da Guerra Civil Portuguesa. O confronto opôs as forças legitimistas, fiéis a D. Miguel I de Portugal, comandadas pelo general Álvaro Xavier da Fonseca Coutinho e Póvoas, às forças constitucionalistas comandadas pelo general António José Severim de Noronha, conde de Vila Flor. A batalha saldou-se pela vitória das forças legitimistas do general Póvoas.